# Північна Трансильванія

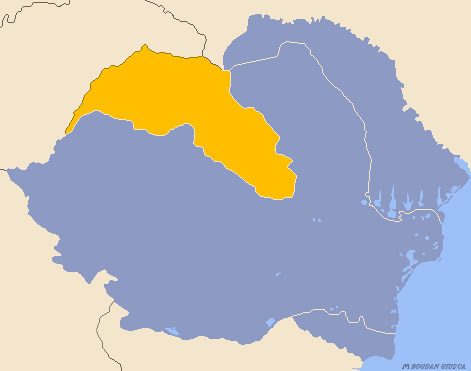
Карта Румунії 1939 року. Північна Трансильванія позначена жовтим

Територіальні втрати Румунії 1940 року

Півні́чна Трансильва́нія (рум. Transilvania de Nord, угор. Északi Erdély) — історичний регіон у Трансильванії на північному заході Румунії. 

## Історія
У 1918 році після розпаду Австро-Угорської імперії, історична область, населена румунами та угорцями  1 грудня 1918 року була анексувана Румунським королівством. Після приєднанням Північної Трансильванії до Румунії завершився процес утворення єдиної румунської національної держави. Нині 1 грудня в Румунії називається Днем Об'єднання Румунії. 
29 грудня 1919 року Румунський парламент урочисто проголосив про приєднання Бессарабії, Буковини та Трансильванії. 
1920 року Верховна рада Ліги Націй підтвердила права Румунія на окуповані території, Тріанонська угода, і Північна Трансильванія офіційно стала частиною Королівства Румунія. Тоді 54% населення становили румуни, 34% — угорці, 12% — німці, євреї, цигани, українці, серби та словаки.
Визначення цього регіону утворилося за часів Другої світової війни, як наслідок територіальних змін, визначених умовами Другого Віденського арбітражу (30 серпня 1940 року), коли землі населені переважно угорським населенням перейшли у володіння Угорського королівства.
Після завершення Другої світової війни, за умовами Паризького мирного договору Північна Трансильванія була повернута Румунії.

## Демографія

Населення Північної Трансильванії за переписом 1930 року в Румунії:
| Повіт                        | Населення | Румуни    | Угорці  | Німці  | Євреї   | Інші   |
| ---------------------------- | --------- | --------- | ------- | ------ | ------- | ------ |
| Біхор, частина повіту        | 305 548   | 136 351   | 130 127 | 2101   | 20 420  | 16 549 |
| Чук                          | 145 806   | 20 976    | 120 627 | 439    | 2383    | 1381   |
| Клуж, частина повіту         | 256 651   | 141 607   | 85 284  | 2669   | 16 057  | 11 034 |
| Марамуреш                    | 161 575   | 93 207    | 11 174  | 3239   | 33 828  | 20 127 |
| Муреш, частина повіту        | 269 738   | 115 773   | 121 282 | 11 271 | 9848    | 11 564 |
| Несеуд                       | 145 574   | 103 897   | 7488    | 21 211 | 6450    | 6528   |
| Одорхей, частина повіту      | 121 984   | 5430      | 112375  | 454    | 1250    | 2475   |
| Селаж                        | 343 347   | 192 821   | 107 662 | 16 010 | 13 380  | 13 474 |
| Сату-Маре                    | 294 875   | 178 523   | 74 191  | 9530   | 23 967  | 8664   |
| Сомеш                        | 219 355   | 169 942   | 33 870  | 351    | 10 546  | 4646   |
| Трей-Скауне, частина повіту  | 127 769   | 17 505    | 105 834 | 760    | 707     | 2963   |
| Тирнова-Міке та Тирнова-Маре | 2931      | 401       | 1642    | 659    | 49      | 180    |
| Загалом                      | 2 395 153 | 1 176 433 | 911 556 | 68 694 | 138 885 | 99 585 |
| Відсотки                     | 100 %     | 49,11 %   | 38,05 % | 2,86 % | 5,79 %  | 4,15 % |